# Muống biển
Muống biển (danh pháp hai phần: Ipomoea pes-caprae) là một loài thực vật thuộc họ Bìm bìm (Convolvulaceae). Muống biển mọc trên các phần trên của các bãi biển và chịu được không khí mặn. Đây là một trong các loài thực vật chịu mặn phổ biến nhất, phân bố rộng rãi nhất và là một trong những ví dụ nổi bật nhất minh hoạ cho các loại cây có hạt trôi theo dòng nước. Hạt giống của muống biển nổi trên mặt biển và không bị nước mặn ảnh hưởng.
Carl Linnaeus là người đầu tiên mô tả loài thực vật này năm 1753. Năm 1818, Robert Brown là người phân loại nó vào chi hiện tại.

## Phân bố
Loài này có thể được tìm thấy trên bờ cát thuộc các vùng nhiệt đới và cận nhiệt đới ven Đại Tây Dương, Thái Bình Dương và Ấn Độ Dương. Muống biển phân bố phổ biến trên các cồn cát trên bờ biển xa về phía bắc của bang New South Wales thuộc nước Úc, đồng thời cũng có thể được tìm thấy dọc bờ biển bang Queensland.

## Từ nguyên
Tính từ định danh pes-caprae có nguồn gốc từ tiếng Latinh 'pes' nghĩa là chân, và 'caprae' nghĩa là dê; ở đây là nói tới sự tương tự đường viền ngoài của lá muống biển như dấu chân dê.

## Sử dụng
Tại Australia, nó thường được sử dụng trong y học dân gian của người bản địa như một loại thuốc đắp để làm dịu vết sưng do các vết chính của ngạnh cá đuối ó và cá mặt quỷ.
Tại Brasil, loài cây này – chính xác là phân loài brasiliensis –được biết đến dưới tên gọi salsa-da-praia trong y học dân gian, được sử dụng để điều trị viêm nhiễm và rối loạn đường tiêu hóa.
Tại Philippines, loài này được gọi là bagasua, được sử dụng để điều trị phong thấp, đau bụng, phù nề, chín mé và lòi dom.
Tại Việt Nam, người ta không dùng muống biển (có khi còn được gọi là rau muống biển) làm thức ăn mà chỉ dùng để làm thuốc.

## Ảnh

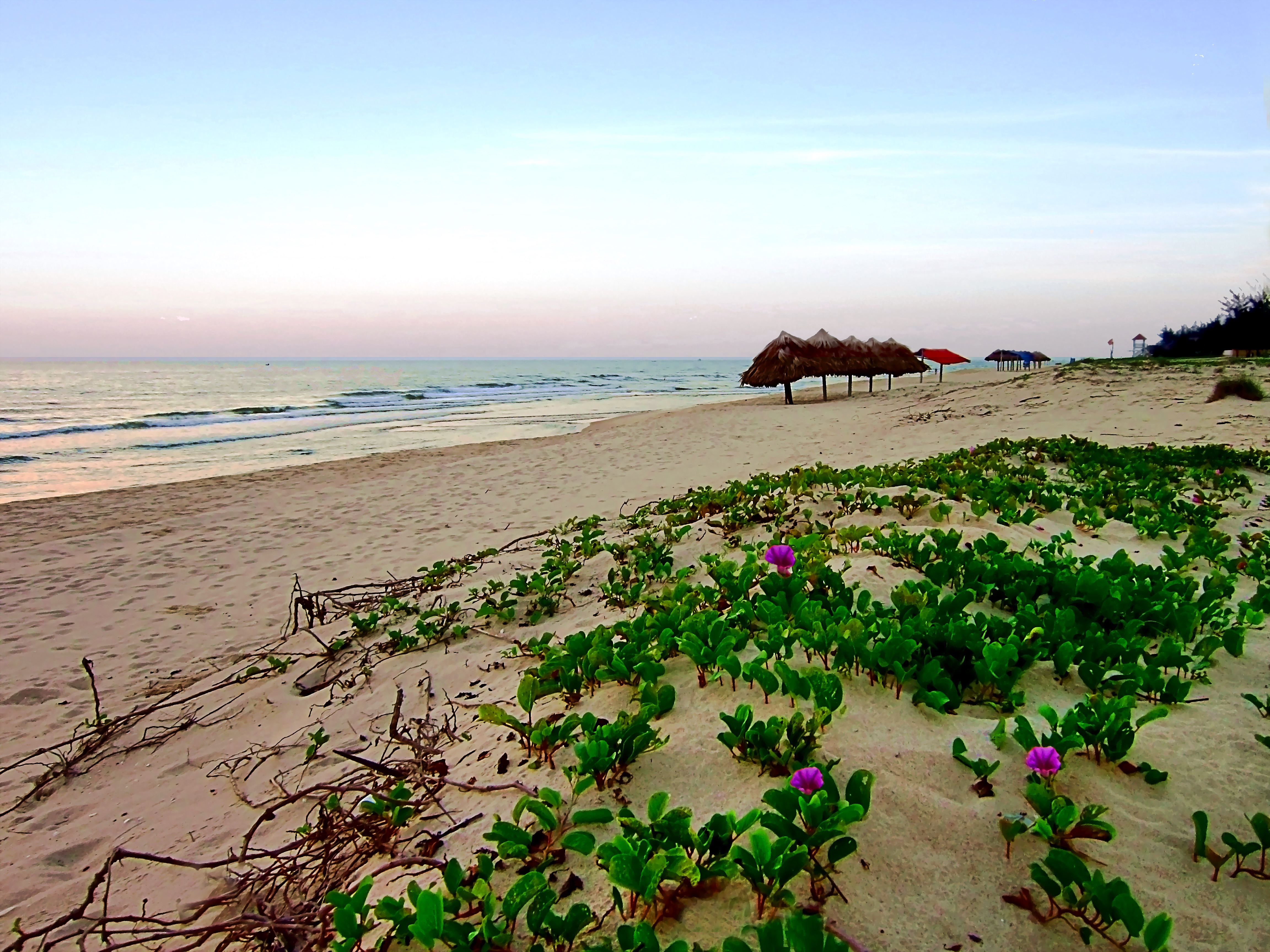
Muống biển trên bờ biển Nhật Lệ, Quảng Bình.
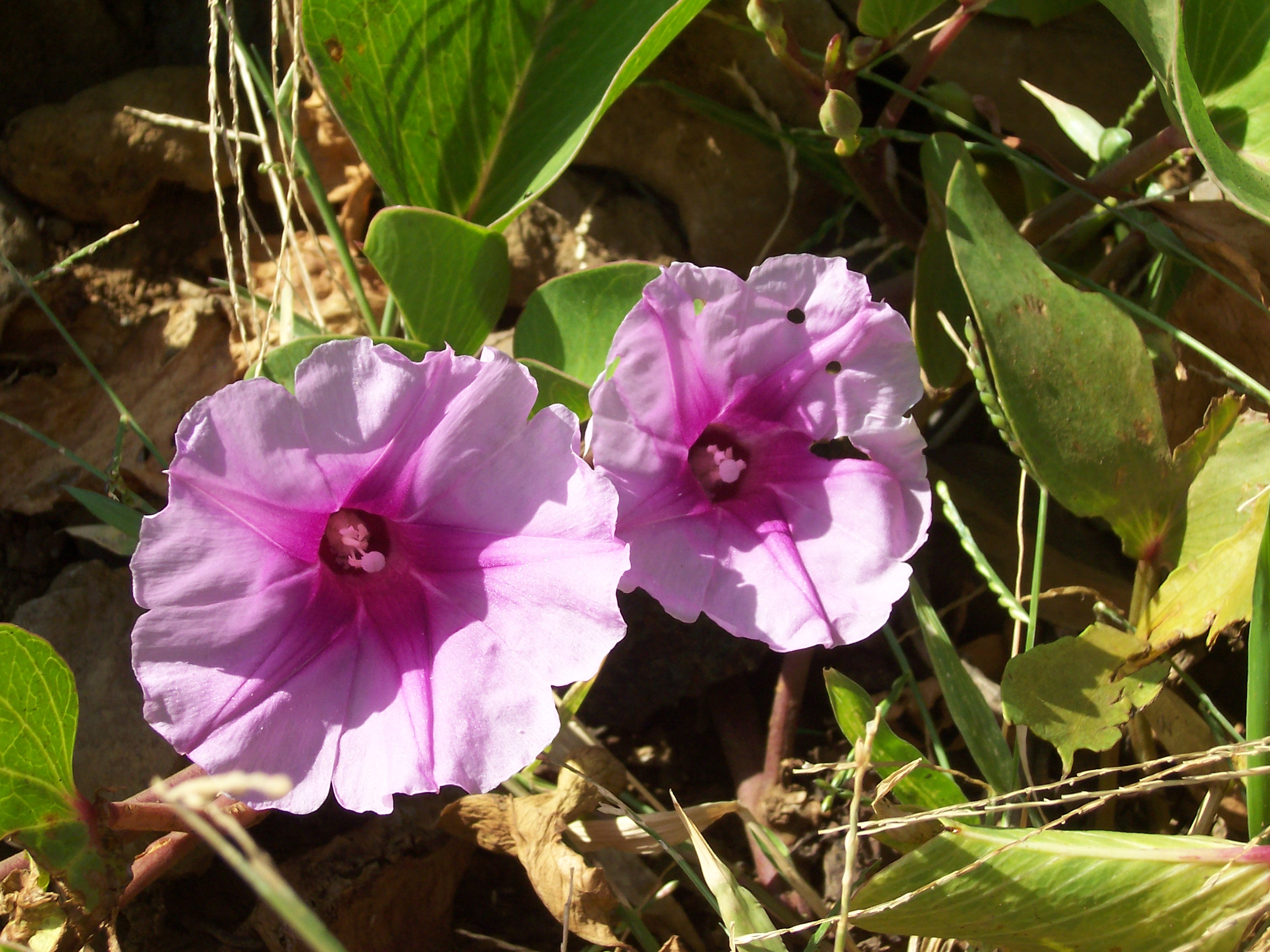
Hoa muống biển trên bãi biển đảo Réunion
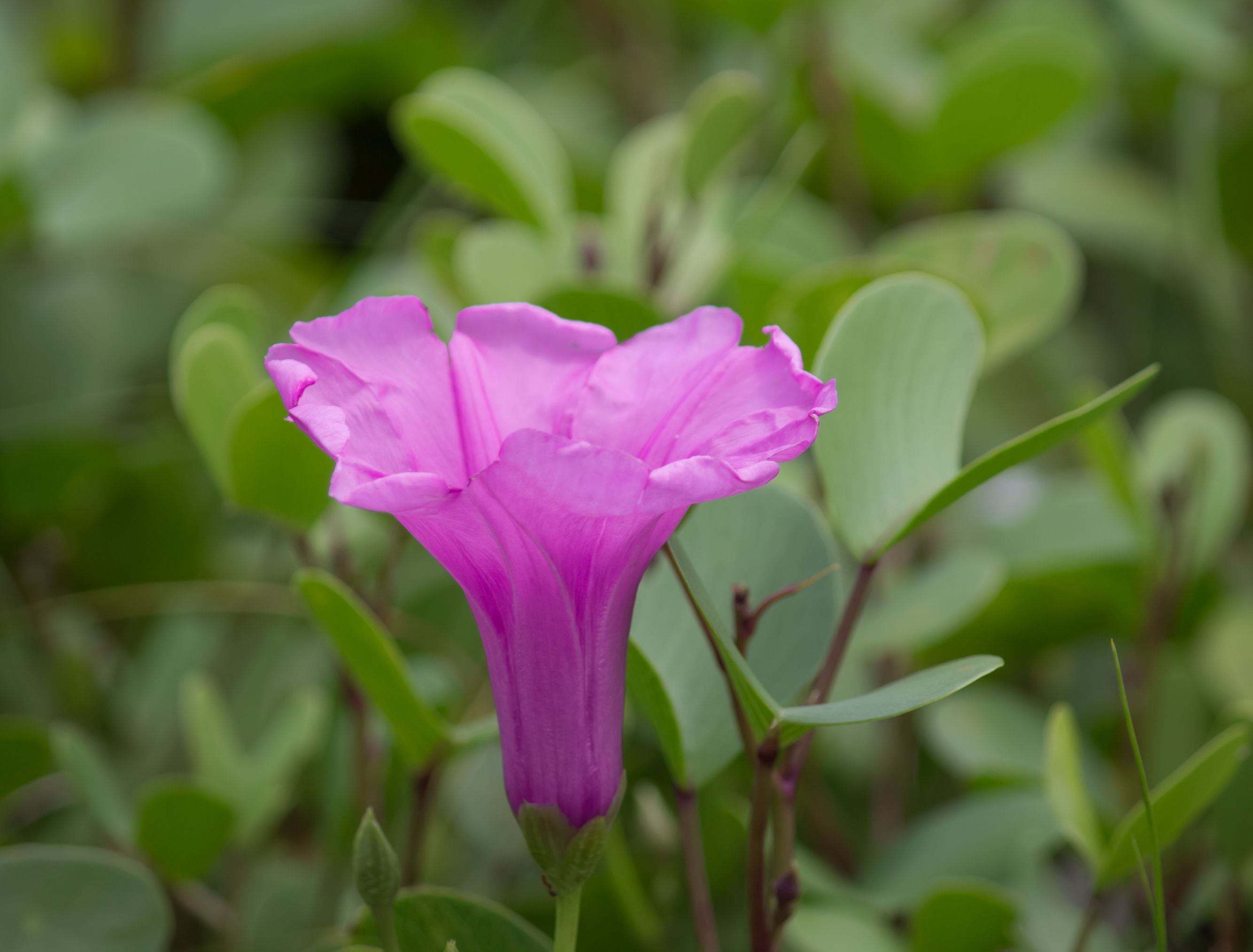